# Cruz Alta (microregio)
Cruz Alta is een van de 35 microregio's van de Braziliaanse deelstaat Rio Grande do Sul. Zij ligt in de mesoregio Noroeste Rio-Grandense en grenst aan de microregio's Santo Ângelo, Ijuí, Carazinho, Não-Me-Toque, Soledade, Santa Cruz do Sul en Santiago. De microregio heeft een oppervlakte van ca. 8.449 km². In 2005 werd het inwoneraantal geschat op 159.434.
Dertien gemeenten behoren tot deze microregio:
- Alto Alegre
- Boa Vista do Incra
- Campos Borges
- Cruz Alta
- Espumoso
- Fortaleza dos Valos
- Ibirubá
- Jacuizinho
- Jóia
- Quinze de Novembro
- Saldanha Marinho
- Salto do Jacuí
- Santa Bárbara do Sul

Mesoregio's: Centro Ocidental Rio-Grandense · Centro Oriental Rio-Grandense · Metropolitana de Porto Alegre · Nordeste Rio-Grandense · Noroeste Rio-Grandense · Sudeste Rio-Grandense · Sudoeste Rio-Grandense

Microregio's: Cachoeira do Sul · Camaquã · Campanha Central · Campanha Meridional · Campanha Ocidental · Carazinho · Caxias do Sul · Cerro Largo · Cruz Alta · Erechim · Frederico Westphalen · Gramado-Canela · Guaporé · Ijuí · Jaguarão · Lajeado-Estrela · Litoral Lagunar · Montenegro · Não-Me-Toque · Osório · Passo Fundo · Pelotas · Porto Alegre · Restinga Seca · Sananduva · Santa Cruz do Sul · Santa Maria · Santa Rosa · Santiago · Santo Ângelo · São Jerônimo · Serras de Sudeste · Soledade · Três Passos · Vacaria